# Lutjanus bitaeniatus
Lutjanus bitaeniatus és una espècie de peix de la família dels lutjànids i de l'ordre dels perciformes.

## Morfologia
- Els mascles poden assolir 30 cm de longitud total.[4][5]

## Hàbitat
És un peix marí de clima tropical i associat als esculls de corall que viu entre 40-80 m de fondària.

## Distribució geogràfica
Es troba a Indonèsia (Sumatra i Sulawesi) i Austràlia Occidental.